# Neuvic (Dordogne)
Neuvic (okzitanisch: Nuòu Vic, auch: Neuvic-sur-l’Isle) ist eine französische Gemeinde mit 3.663 Einwohnern (Stand: 1. Januar 2022) im Département Dordogne in der Region Nouvelle-Aquitaine; sie gehört zum Arrondissement Périgueux und zum Kanton Vallée de l’Isle. Die Einwohner heißen Neuvicois.

## Geografie
Neuvic liegt am rechten Ufer des Flusses Isle und an seinen Zuflüssen Vern und Salembre. Die Nachbargemeinden von Neuvic sind Saint-Germain-du-Salembre im Norden und Nordwesten, Saint-Léon-sur-l’Isle im Nordosten, Grignols im Osten, Vallereuil im Südosten, Saint-Séverin-d’Estissac im Süden, Sourzac im Südwesten sowie Douzillac im Westen.

## Geschichte
Der Name Novo Vicus steht für deutsch neuer Ort. Entstanden sein dürfte die Gemeinde um 1000.
Am 26. Juli 1944 wurde auf dem Bahnhof der Gemeinde von der Résistance der Eisenbahnraub von Neuvic durchgeführt, bei dem 2,28 Milliarden Francs dem Widerstand in die Hände fielen.

### Bevölkerungsentwicklung
| Jahr      | 1962 | 1968 | 1975 | 1982 | 1990 | 1999 | 2006 | 2018 |
| Einwohner | 2668 | 2669 | 2880 | 2782 | 2737 | 3315 | 3508 | 3600 |

## Verkehr
Neuvic liegt an der Bahnstrecke Coutras–Tulle und wird im Regionalverkehr mit TER-Zügen bedient.
Durch die Gemeinde führt die Autoroute A89 von Bordeaux nach Brive-la-Gaillarde.

## Sehenswürdigkeiten
- Kirche Saint-Pierre-et-Saint-Paul, romanische Kirche mit Apsis aus dem 19. Jahrhundert
- Schloss Neuvic (auch Schloss Mellet) aus dem 16. Jahrhundert mit Kapelle aus dem 17. Jahrhundert, Monument historique, heute Förderschule für geistig-behinderte Kinder
- Schloss Frateau aus dem 13. und 14. Jahrhundert, Umbauten aus dem 17. Jahrhundert, Ruine
- Schloss Puy-Pont, Ruine
- Botanischer Garten von Neuvic

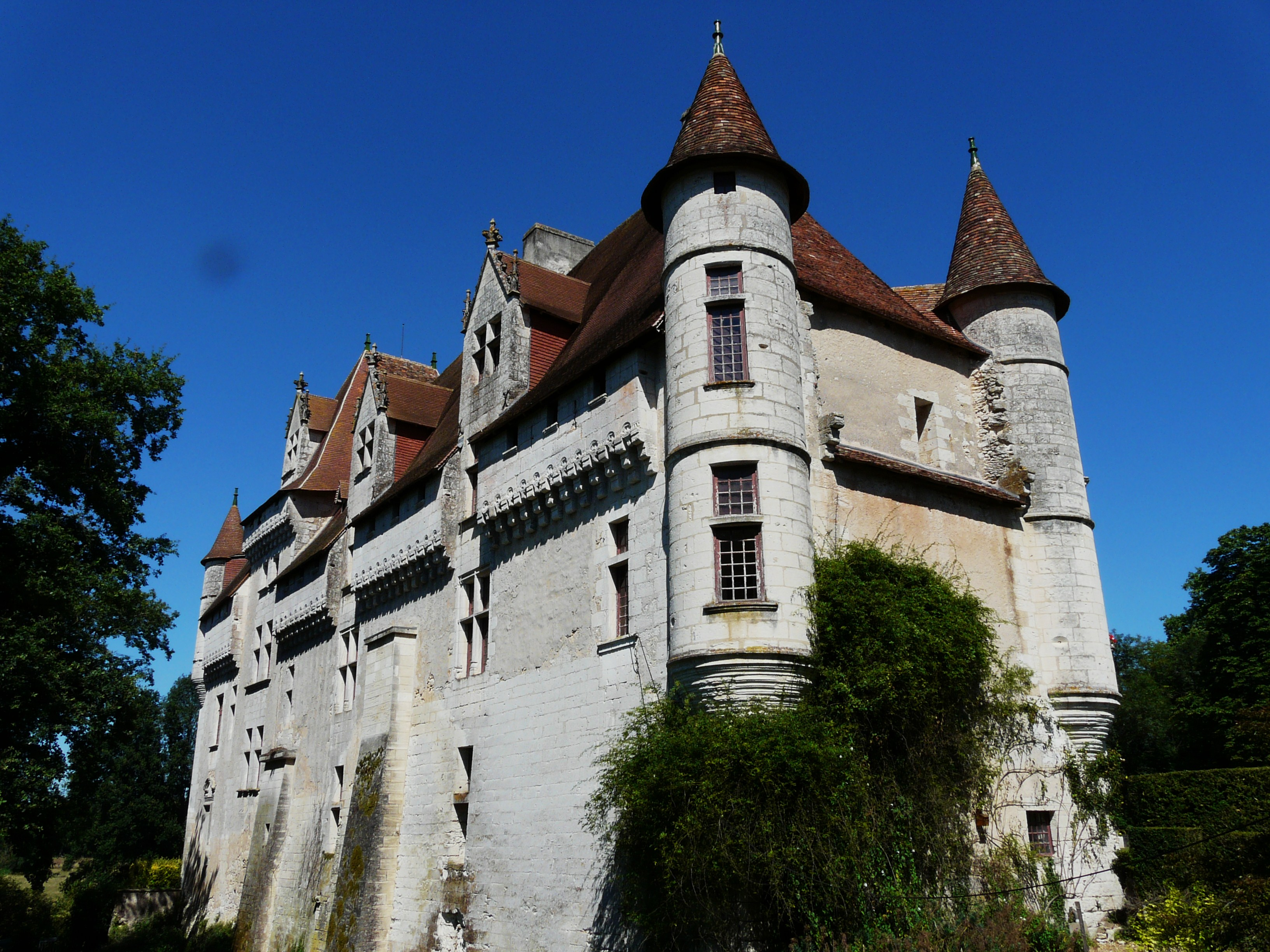
Schloss Neuvic
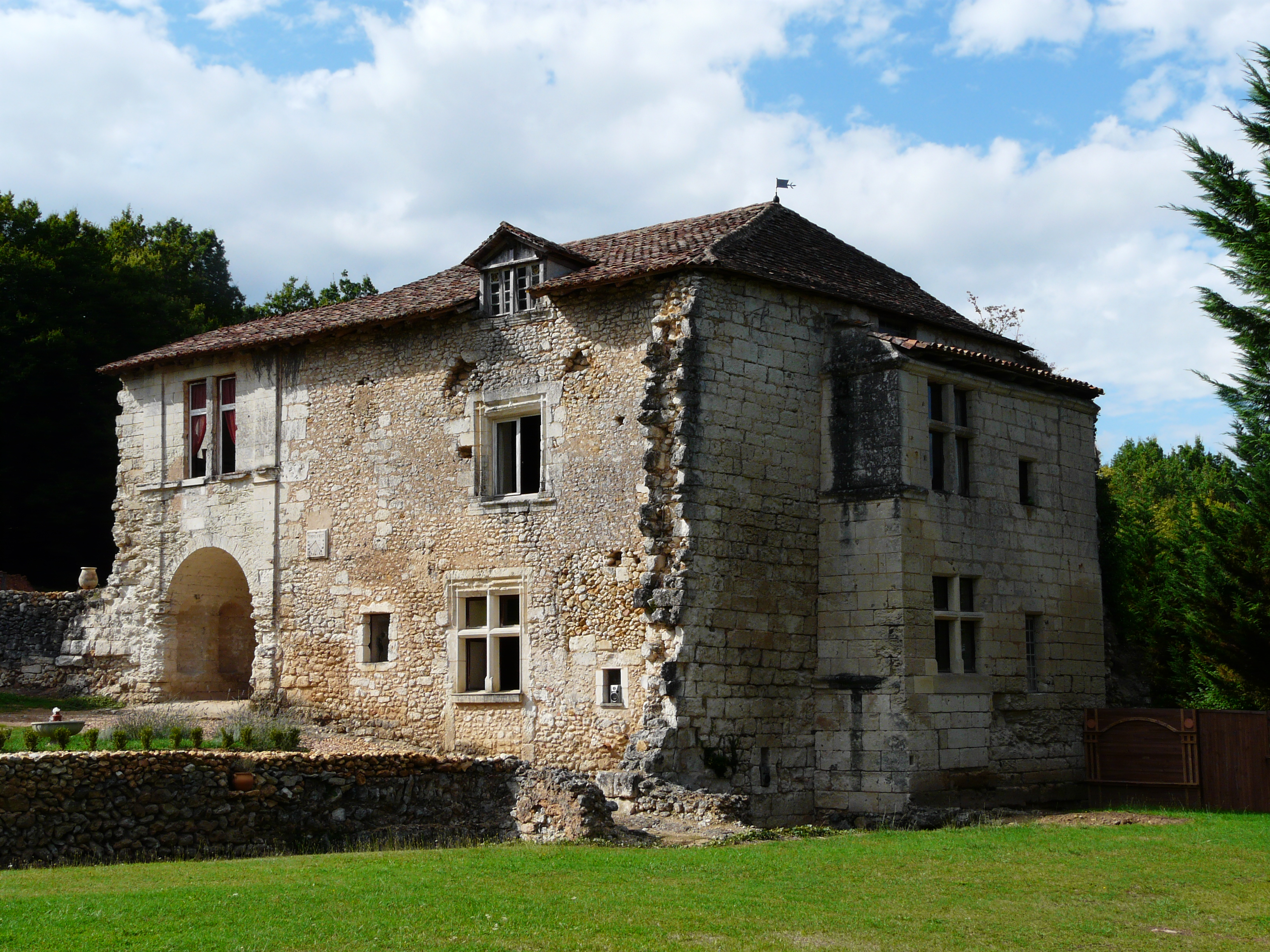
Schloss Frateau

## Gemeindepartnerschaften
Mit der kanadischen Gemeinde Sainte-Béatrix in der Provinz Québec besteht eine Partnerschaft.
Über den Kanton Neuvic ist die Gemeinde ferner verpartnert mit dem britischen Testbourne Parish in Hampshire (England).